# Stridsvagn m/37
De Strv m/37 (AH-IV-S) was een Zweedse variant van de Tsjecho-Slowaakse AH-IV tankette, ontworpen door CKD. In totaal werden er 48 stuks gebouwd en in het Zweedse leger gebruikt van 1939 tot 1953. Het ontwerp was technologisch niet geavanceerd, maar wel betrouwbaar. 

## Voorgeschiedenis
In 1936 bemerkte men in Zweden de herbewapening van Duitsland en begon het Zweedse leger ook plannen te maken om het leger te moderniseren. Het leger beschikte over niet meer dan tien tanks. Hierbij bleken de Strv m21-29, van origine de Duitse Leichter Kampfwagen II tanks uit de Eerste Wereldoorlog sterk verouderd. Enkel de Strv m/31 was nog enigszins capabel. Het leger wilde lichte, snelle tanks die bewapend waren met machinegeweren om de infanterie te ondersteunen. Deze tanks moesten op hun beurt weer ondersteund worden door zwaardere tanks met 37mm kanonnen. In datzelfde jaar werden Vickers en Landsverk benaderd. Bij Vickers werd informatie opgevraagd over de Mk. II en de 6-ton Mk. B. Bij Landsverk vroeg men informatie op over de L-120 en L-60. Van de L-120 werden twee prototypes besteld.
In januari en februari vertrok een delegatie naar Duitsland, Frankrijk en Polen. Vickers werd niet meer bezocht, vanwege de slechte ervaringen die het Finse leger met Vickers tanks had. De delegatie werd samengesteld door Majoor Gösta Bratt, commandant van het Göta tank bataljon en kapitein Eric Gillner, het hoofd van de ontwerpafdeling van de artillerie van het leger. De delegatie werd geleid door de chef van de staf infanterie-inspectie; luitenant-kolonel Anders Bergquist. Bergquist was de vervanger van majoor C.A. Ehrensvärd, wie verhinderd was. De reis gaf geen overtuigend advies, enkel de Duitse Panzerkampfwagen I wekte interesse, maar de delegatie was niet overtuigd of deze tank succes zou leveren. Tijdens deze reis kreeg men te horen dat het Tsjechoslowaakse bedrijf CKD een project had lopen, namelijk de AH-IV tankette. Er werd snel de beslissing gemaakt dat kapiteitn E. Gillner een bezoek zou brengen aan CKD. Hij arriveerde in de eerste week van maart 1937 en hij kreeg de kans om een week tests bij te wonen van twee tankettes, welke geproduceerd waren voor Iran. Na een week bleek het robuuste ontwerp te voldoen aan de eisen en werd er een voorlopig aanbod geplaatst.
Een maand later, op zaterdag 3 april, werd het besluit genomen om een speciale commissie te vormen, die tanks moest gaan aanschaffen. Zij moesten gaan uitzoeken welke tanks geschikt waren en hoeveel er besteld moesten worden. Aan het hoofd van deze commissie stond luitenant-kolonel Curt Klingspor. Enkele leden van de commissie waren Ehrensvardt, Bratt, Gillner en Burman. Landserk leverde in mei 1937, bijna een half jaar te laat, de twee bestelde prototypes van de L-120. Ze bleken niet aan de eisen te voldoen. De testgegevens werden verwerkt in een rapport dat op 19 juni 1937 werd vrijgegeven door de commissie. Hierin werd besloten om tanks bij CKD en Landsverk te bestellen. Bij Landsverk werd een order geplaatst van 16 L-60's en bij CKD werd de order geplaatst voor 46 stuks van de AH-IV-S en twee prototypes.

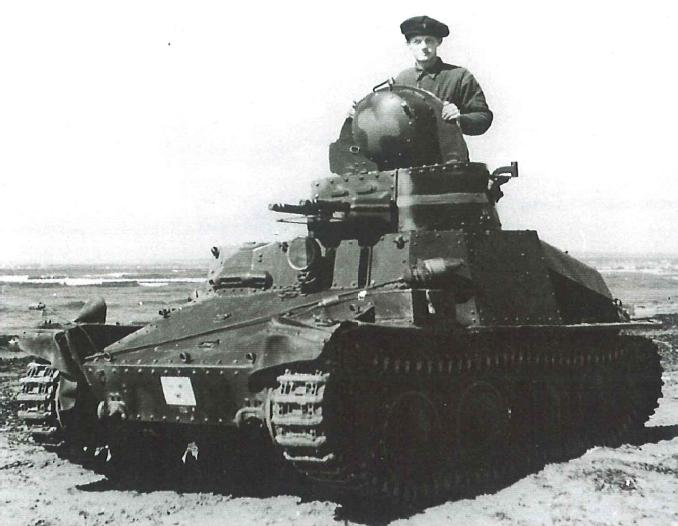
Een m/37 in 1938.

## Ontwerp
De AH-IV was ontworpen door Alexei Surin, een Russische immigrant. Hij had een baan gevonden bij CKD en was opgeklommen tot hoofd. In 1948 werd hij gehuldigd in de orde van Vasa, door de Zweedse koning Gustav V, voor zijn samenwerking met de Zweedse industrie voor en tijdens de oorlog. Het AH-IV ontwerp werd enigszins aangepast naar aanleiding van de ervaringen die waren opgedaan met de Strv m/31. De lengte werd vergroot met 20 cm. Ook kwam er een nieuwe Volvo FC-CKD benzinemotor met een vermogen van 85 pk bij 2850 omwentelingen per minuut. De machinegeweren werden vervangen voor twee Zweedse 8mm m/36 luchtgekoelde machinegeweren. Deze hadden een totale munitie van 3960 kogels. Ook de radioapparatuur werd aangepast aan Zweedse standaarden. Door deze wijzigingen nam het totale gewicht toe van 3,7 ton naar 4,5 ton. De versnellingsbak was een Praga-Wilson preselector, naar het ontwerp van W.G. Wilson. Deze had vijf versnellingen voor- en één versnelling achteruit. De transmissie liep soepel en gemakkelijk. De tankette had een maximale snelheid van 60 km/u. Dit was stukken sneller dan de Strv m/21-29 met een snelheid van 26 km/u. De wielen hadden een diameter van 56 centimeter en hadden bladvering.
De communicatie tussen de commandant en de bestuurder liep via een spreekbuis. Dit was een eenvoudig systeem, maar tijdens het rijden was er veel lawaai in het gevechtscompartiment. Daarom werden er later drie kleuren lampjes geïnstalleerd. Met deze lampjes konden verschillende kleurencombinaties gemaakt worden waarmee verschillende opdrachten gegeven konden worden. De bestuurder zat van voren af gezien aan de rechterkant van de tankette. De commandant zat in een draagband in de koepel die aan de linkerkant van de tank was geïnstalleerd. In vrijwel alle ontwerpen van pantservoertuigen wordt de koepel in het midden geplaatst, en de AH-IV was daarom redelijk uniek. Er zaten echter ook nadelen aan de AH-IV. De bestuurder had slecht zicht doordat optische periscopen ontbraken. In plaats daarvan waren er kijksleuven, maar deze waren klein om inkomend vuur te ontwijken. Daarnaast was het pantser geklonken en niet gelast. Ook was het pantser aan de zijden verticaal en bood weinig bescherming. Daarentegen was het pantser aan de voorzijde optimaal afgeschuind. Ook was de tankette betrouwbaar en kon lange afstanden afleggen zonder mechanische mankementen. 

## Gebruik

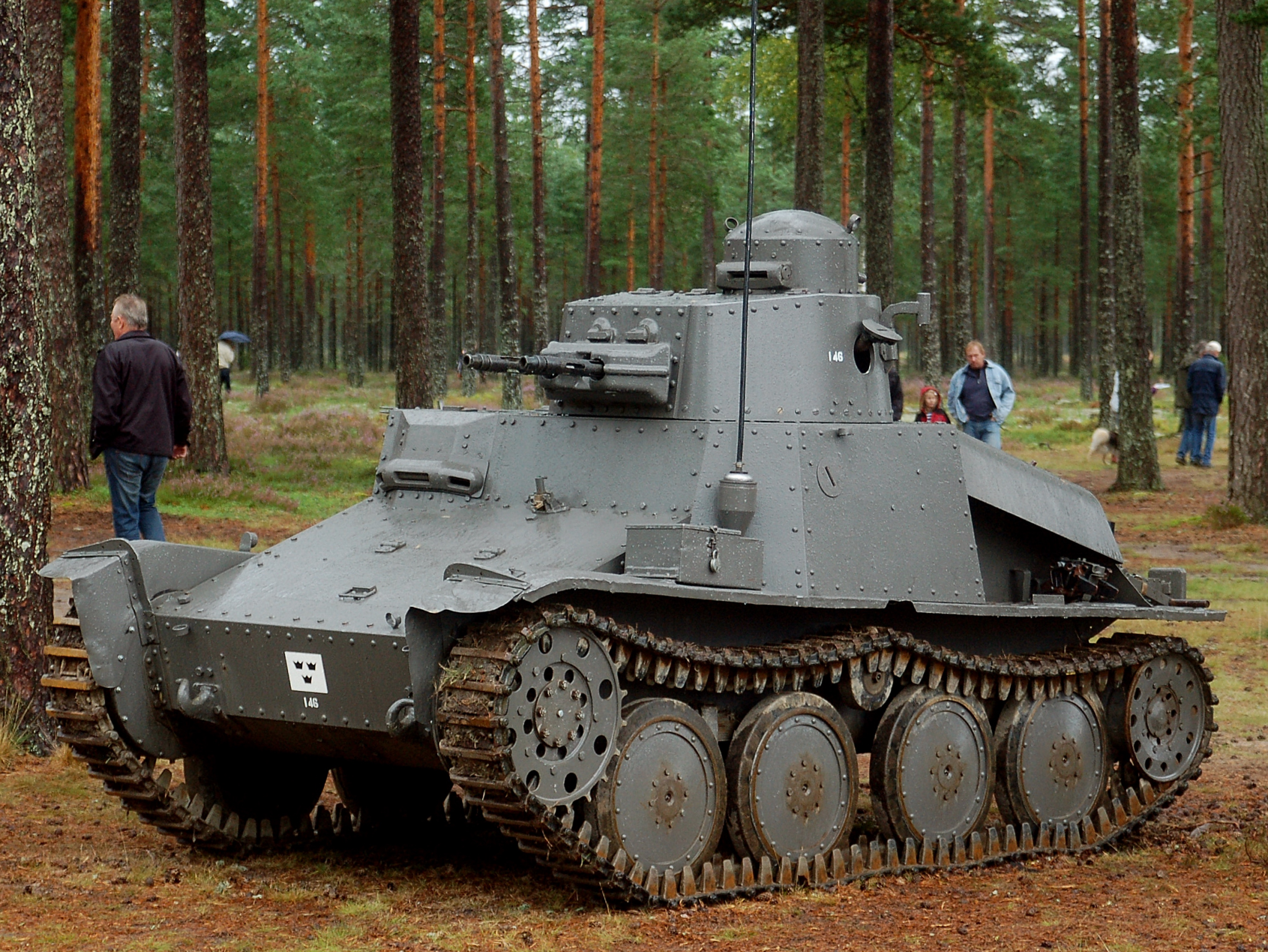

Na de bestelling startte de CKD de productie van twee prototypes en de componenten van de andere 46 stuks.  Deze werden verscheept naar de Jugner scheepswerf in Oskarshamn. Het bedrijf Avesta Jernverk leverde de pantserplaten. In mei 1939 werden alle voertuigen afgeleverd en naar Stockholm gebracht, waar ze bij het 2e Göta regiment werden ingedeeld. Bijna een jaar over tijd, omdat er gepland was om de tankettes in 1938 al in dienst te nemen. De 48 tankettes kregen de serienummers 131-178. Op 1 oktober 1939 werd dit regiment ontbonden. Een derde ging naar het 9e regiment Skaraborg in Skövde en twee derde deel ging naar het 10e regiment Södermanlands in Strängnäs. De m/37 was in deze regimenten onderdeel van de verkenningstroepen en gaf ondersteuning aan de infanterie.
Tijdens de mobilisatie in 1940 werd het 9e regiment, die over zestien m/37's beschikte, vervoerd naar Arvika, dichter bij de Noorse grens. Doordat er geen rekening was gehouden met de tankettes, was er te weinig ruimte om ze allen te vervoeren. Eén tankette moest daarom op eigen kracht richting Arvika. Ook werden er enkele voertuigen ingezet als trainingsvoertuig. De besturing toonde namelijk veel gelijkenis met dat van de Strv m/41, een in licentie gebouwde tank die ook zijn wortels kende in de Tsjechoslowaakse tankindustrie. In 1943 werden alle m/37's overgeplaatst naar het 18/p1 Gotland. Ze werden hier gestationeerd, omdat de tankettes goed ingezet konden worden tegen parachutisten en men achtte de kans groot dat deze in een geval van oorlog op Gotland zouden landen. Hier bleven de tankettes gestationeerd tot 1953 waarna ze uit dienst zijn genomen. Eén bleef als reservevoertuig in dienst tot 1954.

## Heden
Van de 48 Strv m/37's zijn er nog negen bewaard gebleven. Museum Arsenalen heeft er drie in haar bezit. Het Gotlands Försvarsmuseum beschikt over twee exemplaren. Er bevindt zich één exemplaar in het Södermanlands Militärhistoriska Samlingar in Strängnäs. De vereniging Föreningen P5 in Boden heeft sinds 1979 een rijklaar exemplaar in haar bezit. In 2006 zijn er twee stuks gevonden op een militair schietterrein dat gevestigd was in Gävle. Deze zijn beide verkocht aan het Vojenské Militair technisch Museum in Lešany, Tsjechië. Eén hiervan, met het serienummer 157, is volledig gerestaureerd en rijklaar gemaakt. De andere is een wrak en bevindt zich in zeer slechte conditie.